# Comuni della Lituania
La Lituania era divisa in 10 contee nulle dal 2010 (in lituano: singolare apskritis, plurale apskritys) che sono ulteriormente suddivise in 60 comuni (in lituano: singolare savivaldybė, plurale savivaldybės).

## Tipologie
Ci sono tre tipi di comuni:
- i comuni distrettuali (in lituano: rajono savivaldybė): esistono 43 comuni distrettuali, che corrispondono all'incirca ai distretti che esistevano nel periodo del dominio sovietico. Queste entità vengono spesso chiamate solo "distretti", perché la parola "comune" è stata aggiunta solo nel 1994. Questi distretti furono creati come versione locale dei raioni.
- i comuni urbani (in lituano: miesto savivaldybė): ne esistono 8, sei dei quali sono incentrati nelle sei maggiori città della Lituania. Queste sei città sono anche capoluoghi dei corrispondenti comuni distrettuali, pertanto queste città potrebbero corrispondere alle zone urbane, mentre i comuni distrettuali sono rurali. Lo status speciale del comune urbano di Visaginas si può spiegare col fatto che la maggioranza dei residenti sono russi. Il comune urbano di Palanga ha questo nome nonostante sia in realtà formata da un gruppo di località turistiche marine, invece che una singola città.
- i comuni: ne esistono 9, creati nel 2000 con una speciale legge. Il comune di Neringa esisteva già precedentemente come comune urbano di Neringa.

Tutti i comuni, con tre eccezioni (comune distrettuale di Klaipėda con capoluogo Gargždai, comune distrettuale di Akmenė con capoluogo Naujoji Akmenė e comune di Neringa con capoluogo Nida), sono chiamati come il capoluogo. I comuni sono ulteriormente suddivisi in più di 500 seniūnijos.

## Elenco
| Stemma | Comune                             | Capoluogo      | Contea                | Popolazione (2007) | Superficie (km2) | Densità | Seniūnijos |
| ------ | ---------------------------------- | -------------- | --------------------- | ------------------ | ---------------- | ------- | ---------- |
|        | Comune distrettuale di Akmenė      | Naujoji Akmenė | Contea di Šiauliai    | 30 300             | 844              | 35,9    | 6          |
|        | Comune urbano di Alytus            | Alytus         | Contea di Alytus      | 71 500             | 40               | 1786,5  | -          |
|        | Comune distrettuale di Alytus      | Alytus         | Contea di Alytus      | 32 600             | 1404             | 23,3    | 11         |
|        | Comune distrettuale di Anykščiai   | Anykščiai      | Contea di Utena       | 35 100             | 1765             | 19,9    | 10         |
|        | Comune di Birštonas                | Birštonas      | Contea di Kaunas      | 5 500              | 124              | 44      | 1          |
|        | Comune distrettuale di Biržai      | Biržai         | Contea di Panevėžys   | 35 500             | 1476             | 24,1    | 8          |
|        | Comune di Druskininkai             | Druskininkai   | Contea di Alytus      | 25 500             | 454              | 56,2    | 2          |
|        | Comune di Elektrėnai               | Elektrėnai     | Contea di Vilnius     | 29 000             | 509              | 53,9    | 8          |
|        | Comune distrettuale di Ignalina    | Ignalina       | Contea di Utena       | 23 000             | 1447             | 15,4    | 12         |
|        | Comune distrettuale di Jonava      | Jonava         | Contea di Kaunas      | 52 300             | 944              | 55,4    | 9          |
|        | Comune distrettuale di Joniškis    | Joniškis       | Contea di Šiauliai    | 32 000             | 1152             | 27,7    | 10         |
|        | Comune distrettuale di Jurbarkas   | Jurbarkas      | Contea di Tauragė     | 37 800             | 1507             | 25,1    | 11         |
|        | Comune distrettuale di Kaišiadorys | Kaišiadorys    | Contea di Kaunas      | 37 600             | 1087             | 35,6    | 11         |
|        | Comune di Kalvarija                | Kalvarija      | Contea di Marijampolė | 13 900             | 441              | 31,5    | 4          |
|        | Comune urbano di Kaunas            | Kaunas         | Contea di Kaunas      | 379 700            | 157              | 2418,5  | 11         |
|        | Comune distrettuale di Kaunas      | Kaunas         | Contea di Kaunas      | 81 400             | 1496             | 54,4    | 23         |
|        | Comune di Kazlų Rūda               | Kazlų Rūda     | Contea di Marijampolė | 14 900             | 555              | 26,9    | 4          |
|        | Comune distrettuale di Kėdainiai   | Kėdainiai      | Contea di Kaunas      | 65 700             | 1677             | 39,2    | 11         |
|        | Comune distrettuale di Kelmė       | Kelmė          | Contea di Šiauliai    | 40 900             | 1705             | 24      | 11         |
|        | Comune urbano di Klaipėda          | Klaipėda       | Contea di Klaipėda    | 193 200            | 98               | 1917,6  | 1          |
|        | Comune distrettuale di Klaipėda    | Gargždai       | Contea di Klaipėda    | 46 200             | 1336             | 34,6    | 11         |
|        | Comune distrettuale di Kretinga    | Kretinga       | Contea di Klaipėda    | 45 700             | 989              | 46,2    | 8          |
|        | Comune distrettuale di Kupiškis    | Kupiškis       | Contea di Panevėžys   | 24 600             | 1080             | 22,8    | 6          |
|        | Comune distrettuale di Lazdijai    | Lazdijai       | Contea di Alytus      | 27 200             | 1309             | 20,8    | 14         |
|        | Comune di Marijampolė              | Marijampolė    | Contea di Marijampolė | 70 900             | 755              | 93,9    | 9          |
|        | Comune distrettuale di Mažeikiai   | Mažeikiai      | Contea di Telšiai     | 67 300             | 1220             | 55,2    | 9          |
|        | Comune distrettuale di Molėtai     | Molėtai        | Contea di Utena       | 25 400             | 1368             | 18,6    | 11         |
|        | Comune di Neringa                  | Nida           | Contea di Klaipėda    | 2 400              | 90               | 26,7    | 2          |
|        | Comune di Pagėgiai                 | Pagėgiai       | Contea di Tauragė     | 12 200             | 537              | 22,7    | 5          |
|        | Comune distrettuale di Pakruojis   | Pakruojis      | Contea di Šiauliai    | 29 500             | 1316             | 22,4    | 8          |
|        | Comune urbano di Palanga           | Palanga        | Contea di Klaipėda    | 17 700             | 79               | 223,0   | 1          |
|        | Comune urbano di Panevėžys         | Panevėžys      | Contea di Panevėžys   | 119 800            | 52               | 2396,2  | -          |
|        | Comune distrettuale di Panevėžys   | Panevėžys      | Contea di Panevėžys   | 42 900             | 2179             | 19,7    | 11         |
|        | Comune distrettuale di Pasvalys    | Pasvalys       | Contea di Panevėžys   | 35 000             | 1289             | 27,1    | 11         |
|        | Comune distrettuale di Plungė      | Plungė         | Contea di Telšiai     | 44 200             | 1105             | 40,0    | 11         |
|        | Comune distrettuale di Prienai     | Prienai        | Contea di Kaunas      | 35 800             | 1031             | 34,7    | 10         |
|        | Comune distrettuale di Radviliškis | Radviliškis    | Contea di Šiauliai    | 52 200             | 1635             | 31,9    | 13         |
|        | Comune distrettuale di Raseiniai   | Raseiniai      | Contea di Kaunas      | 44 200             | 1573             | 28,1    | 12         |
|        | Comune di Rietavas                 | Rietavas       | Contea di Telšiai     | 10 700             | 586              | 18,2    | 5          |
|        | Comune distrettuale di Rokiškis    | Rokiškis       | Contea di Panevėžys   | 42 500             | 1807             | 23,5    | 10         |
|        | Comune distrettuale di Skuodas     | Skuodas        | Contea di Klaipėda    | 25 600             | 911              | 28,1    | 9          |
|        | Comune distrettuale di Šakiai      | Šakiai         | Contea di Marijampolė | 38 800             | 1453             | 26,7    | 14         |
|        | Comune distrettuale di Šalčininkai | Šalčininkai    | Contea di Vilnius     | 39 400             | 1491             | 26,4    | 13         |
|        | Comune urbano di Šiauliai          | Šiauliai       | Contea di Šiauliai    | 134 000            | 81               | 1654,7  | 2          |
|        | Comune distrettuale di Šiauliai    | Šiauliai       | Contea di Šiauliai    | 51 600             | 1807             | 28,6    | 11         |
|        | Comune distrettuale di Šilalė      | Šilalė         | Contea di Tauragė     | 31 500             | 1188             | 26,5    | 14         |
|        | Comune distrettuale di Šilutė      | Šilutė         | Contea di Klaipėda    | 55 400             | 1706             | 32,4    | 11         |
|        | Comune distrettuale di Širvintos   | Širvintos      | Contea di Vilnius     | 20 200             | 906              | 22,3    | 8          |
|        | Comune distrettuale di Švenčionys  | Švenčionys     | Contea di Vilnius     | 33 200             | 1692             | 19,6    | 14         |
|        | Comune distrettuale di Tauragė     | Tauragė        | Contea di Tauragė     | 52 700             | 1179             | 44,7    | 8          |
|        | Comune distrettuale di Telšiai     | Telšiai        | Contea di Telšiai     | 57 700             | 1439             | 40,1    | 11         |
|        | Comune distrettuale di Trakai      | Trakai         | Contea di Vilnius     | 37 400             | 1208             | 31,0    | 8          |
|        | Comune distrettuale di Ukmergė     | Ukmergė        | Contea di Vilnius     | 48 700             | 1395             | 34,9    | 12         |
|        | Comune distrettuale di Utena       | Utena          | Contea di Utena       | 50 200             | 1229             | 40,8    | 10         |
|        | Comune distrettuale di Varėna      | Varėna         | Contea di Alytus      | 31 200             | 2218             | 14,1    | 8          |
|        | Comune distrettuale di Vilkaviškis | Vilkaviškis    | Contea di Marijampolė | 50 200             | 1259             | 39,9    | 12         |
|        | Comune urbano di Vilnius           | Vilnius        | Contea di Vilnius     | 554 300            | 401              | 1382,2  | 21         |
|        | Comune distrettuale di Vilnius     | Vilnius        | Contea di Vilnius     | 88 500             | 2129             | 41,6    | 23         |
|        | Comune urbano di Visaginas         | Visaginas      | Contea di Utena       | 29 700             | 58               | 3299,7  | -          |
|        | Comune distrettuale di Zarasai     | Zarasai        | Contea di Utena       | 22 900             | 1334             | 17,1    | 10         |

## Cartina
Questa cartina mostra le contee ed i comuni. Sono segnate con i numeri otto comuni urbani e due comuni:
| 1 - Comune urbano di Vilnius 2 - Comune urbano di Kaunas 3 - Comune urbano di Klaipėda | 4 - Comune urbano di Panevėžys 5 - Comune urbano di Šiauliai 6 - Comune urbano di Alytus | 7 - Comune di Birštonas 8 - Comune urbano di Palanga 9 - Comune urbano di Visaginas 10 - Comune di Neringa |